# Pie-d'Orezza
Pie-d'Orezza est une commune française située dans la circonscription départementale de la Haute-Corse et le territoire de la collectivité de Corse. Le village appartient à la piève d'Orezza, en Castagniccia.

## Géographie

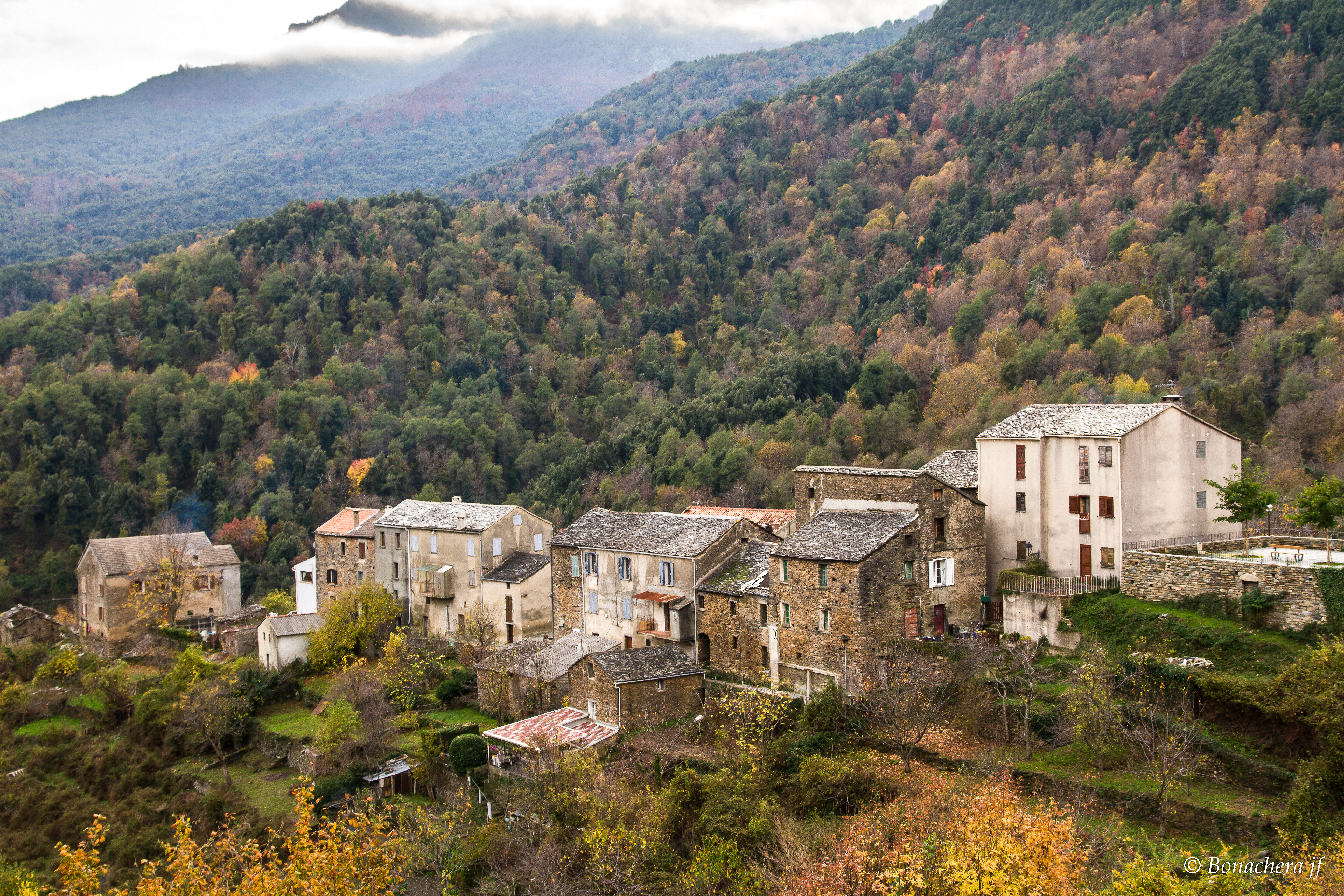
Pied'Orezza.

### Situation
Pie-d'Orezza est une commune située au cœur de la Castagniccia, une microrégion au sud de l'agglomération bastiaise, entre Casinca, Giovellina, Cortenais, Costa Serena et la mer Tyrrhénienne. Elle fait partie de l'ancienne pieve d'Orezza et du territoire de vie Castagniccia du parc naturel régional de Corse.
Pie-d'Orezza est l'une des 23 communes du canton d'Orezza-Alesani.

### Géologie et relief
Pie-d'Orezza se situe dans l'En-Deçà-des-Monts (Cismonte en corse), ou Corse schisteuse, au nord-est de l'île, dans le prolongement de l'arête schisteuse du Cap Corse qui se poursuit avec le massif du San Petrone et se termine au sud de la Castagniccia. Ce massif est un bloc de schistes lustrés édifié au tertiaire lors de la surrection des Alpes sur un socle hercynien, de la fin de l'ère primaire.
La commune occupe les flancs montagneux au sud-est du Monte San Petrone (1 767 m), plus haut sommet du massif éponyme, schisteux.

### Hydrographie
Grâce à l'altitude moyenne élevée de son territoire, Pie-d'Orezza est une commune riche en eau.

## Urbanisme

### Typologie
Au 1er janvier 2024, Pie-d'Orezza est catégorisée commune rurale à habitat très dispersé, selon la nouvelle grille communale de densité à sept niveaux définie par l'Insee en 2022.
Elle est située hors unité urbaine. Par ailleurs la commune fait partie de l'aire d'attraction de Bastia, dont elle est une commune de la couronne,. Cette aire, qui regroupe 93 communes, est catégorisée dans les aires de 50 000 à moins de 200 000 habitants,.

### Occupation des sols
L'occupation des sols de la commune, telle qu'elle ressort de la base de données européenne d’occupation biophysique des sols Corine Land Cover (CLC), est marquée par l'importance des forêts et milieux semi-naturels (95,3 % en 2018), une proportion identique à celle de 1990 (95,3 %). La répartition détaillée en 2018 est la suivante : 
forêts (68 %), milieux à végétation arbustive et/ou herbacée (23,9 %), zones agricoles hétérogènes (4,7 %), espaces ouverts, sans ou avec peu de végétation (3,4 %). L'évolution de l’occupation des sols de la commune et de ses infrastructures peut être observée sur les différentes représentations cartographiques du territoire : la carte de Cassini (XVIIIe siècle), la carte d'état-major (1820-1866) et les cartes ou photos aériennes de l'IGN pour la période actuelle (1950 à aujourd'hui).

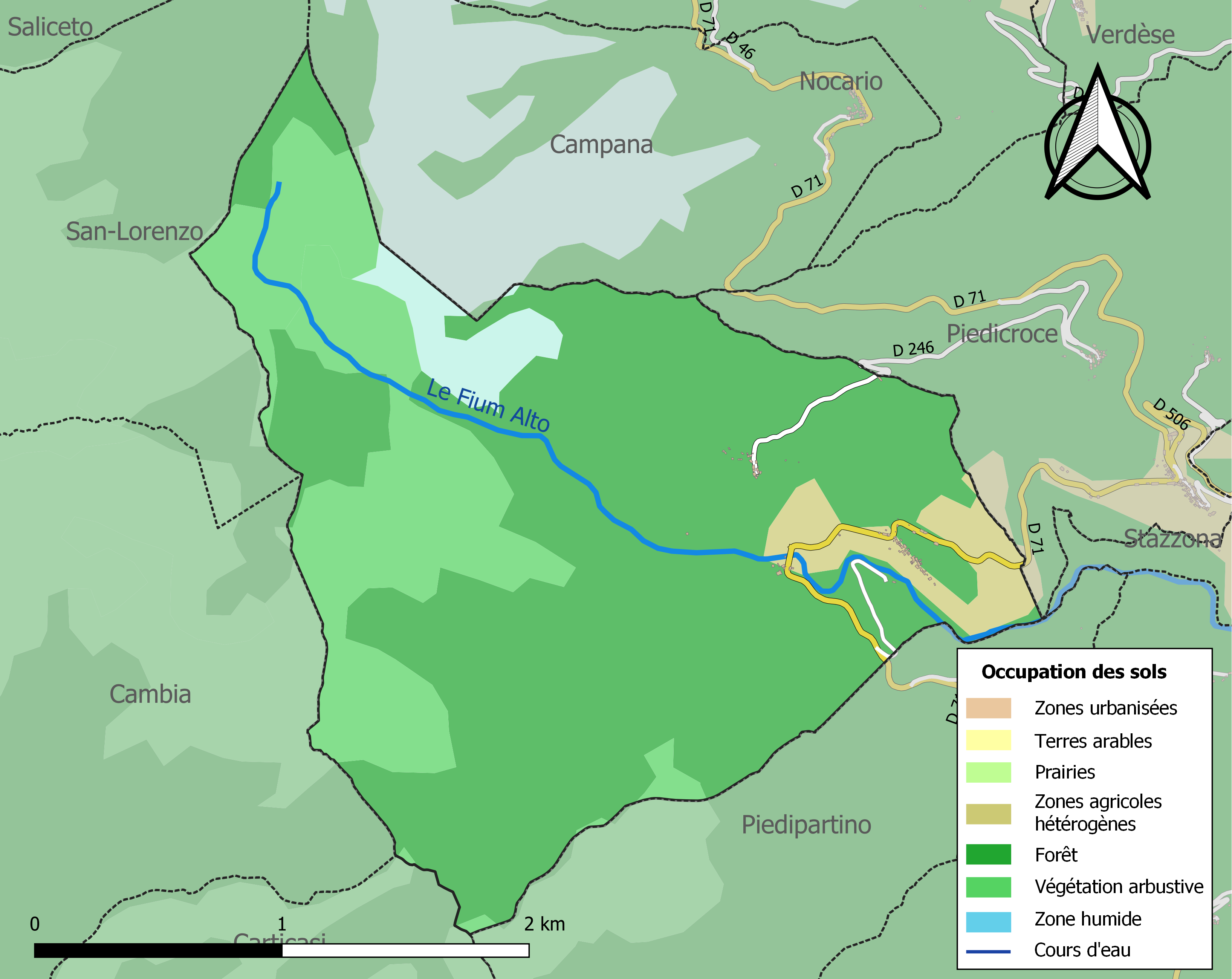
Carte des infrastructures et de l'occupation des sols de la commune en 2018 (CLC).

### Pie-d'Orezza
Le village est construit en un habitat groupé, sur une arête de montagne, à une altitude moyenne supérieure à 600 m.

### Campodonico
Aujourd'hui hameau, ce dernier, situé à 900 mètres d'altitude, est la plus haute bourgade de la contrée. Accroché à un replat de la falaise, les quelques maisons dominent un ravin théâtre. Célèbre pour sa vue panoramique exceptionnelle sur la vallée d'Orezza et point de ralliement de nombre de randonneurs, Campodonico est aussi le point de départ du sentier permettant l'ascension du monte San Petrone (1 767 m) et menant vers les Caldane.

## Histoire

### Préhistoire
Pas de découverte de site préhistorique sur le territoire de la commune, alors que dans les pièves voisines de Rostino et Vallerustie ont été découvertes des statues menhirs, des inscriptions et des sites fortifiés (tel le menhir de Bocca al Prato - Quercitello)

### Antiquité
L'histoire de la communauté de Pie-d'Orezza remonte loin dans le temps. Avec Ptolémée, on apprend que sur le territoire de l'actuelle Castagniccia, vivaient deux tribus : les Macrini, en Casinca et en Ampugnani, et les Opini, plutôt dans l'Orezza, le Bozio et l'Alesani, et ceci 3 siècles av. J.-C.
Faisant partie de l'antique pieve d'Orezza, elle regroupait sur le territoire actuel de la commune, plusieurs communautés, vivant dans un habitat dispersé.
De la période romaine peu de renseignement sont parvenus jusqu'à nous. La tradition orale dit que les Romains auraient apprécié l'eau ferrugineuse, abondante dans la région.

### Moyen Âge
Au Moyen Âge, ce territoire appartenait au domaine "Cortinco". La région fait son apparition dans les documents de l'époque.
Entre l'an 1000 et l'an 1300 environ, la région est le fief des Cortinchi, descendants de Guiglielmo de Cortone, en Toscane, eux-mêmes marquis de Massa. Guiglielmo s'implanta en Corse grâce à son oncle, évêque d'Aleria. On l'appela Cortinco et ses descendants les Cortinchi.
En 1299 les seigneurs d'Orezza, Opizzo, Alberto, Ugo, Manente, et Ansaldo, prêtent serment de fidélité à Gênes, dans le château d'Aléria.
À la fin du XIIIe siècle, les Cortinchi sont remplacés par les Obertinghi, descendants d'Oberto, fils d'Alberto Rufo. Les régistres des tailles de ces époques nous révèlent que cinq communautés occupaient le territoire actuel de la commune, les communautés de Pie d'Orezza, Campodonico, Poggiale, Zilevra et Pozzolo. Ces 3 derniers toponymes figurent toujours comme lieux-dits sur le cadastre de la commune. Les habitants sont principalement des bergers et des marchands ambulants, qui s'approvisionnent sur le continent italien, et rayonnent sur toute la Corse.

### Temps modernes
Pendant les guerres du XVIe siècle, le village prend le parti de Sampiero, et fournit des contingents de soldats sous les ordres de Luciano de Campodonico, neveu de Piero de Piedipartino, capitaine et ami intime de Sampiero. Alphonse d'Ornano, fils de Sampiero, poursuivra la guerre dans la région où il fit restaurer le Castelluccio, petit fortin au-dessus de Campodonico.
Pendant la période 1637/1647, Gênes met en place la « Cultivazione ». Les plantations de châtaigniers, oliviers, figuiers et vigne, sont subventionnées. Plusieurs hectares de châtaigniers sont plantés, la commune en sera transformée. Les villages prendront l'aspect qu'ils ont de nos jours. La société composée de bergers et marchands, sera constituée d'éleveurs, d'agriculteurs, et d’artisans. Le XVIIe siècle sera l'âge d'or ; une bourgeoisie locale émergera, qui participera et orientera les luttes du XVIIIe siècle, et les révolutions de Corse.
Ces conditions de vie se poursuivront pendant tout le XIXe siècle et jusqu'au milieu du XXe siècle.
- 1789 - La Corse appartient au royaume de France. Survient la Révolution française qui supprime les juridictions royales. La Constituante divise la France en 83 départements.
- 1790 - Le département de Corse est créé avec Bastia pour préfecture.
- 1791 - Corte est le chef-lieu du département et le siège de l’évêché fixé à Aiaccio.
- 1793 - An II. la Convention divise l'île en deux départements : El Golo (l'actuelle Haute-Corse) et Liamone (l'actuelle Corse-du-Sud) sont créés. La commune qui porte le nom de Piedorezza, se trouve dans le canton d'Orezza, dans le district de Corte et dans le département d'El Golo.
- 1801 - Sous le Consulat[Note 2], au Bulletin des Lois, la commune porte toujours le nom de Piedorezza, dans le canton d'Orezza, l'arrondissement de Corte, et le département d'El Golo. Piedorezza devient Pie-d'Orezza.
- 1811 - Les départements d'El Golo et du Liamone sont fusionnés pour former le département de Corse.
- 1828 - Pie-d'Orezza passe du canton d'Orezza à celui de Piedicroce[6].

### Époque contemporaine
Les différentes guerres, la période coloniale, les conditions de vie au village, ont été la cause d'un exode important. La châtaigneraie a été peu à peu abandonnée, l'artisanat et le commerce ont disparu, le village s'est installé dans une léthargie, pour ensuite décliner, et en arriver à la situation actuelle proche de la désertification.
- 1973 - Pie-d'Orezza passe dans le canton d'Orezza-Alesani, nouvellement créé avec la fusion imposée des anciens cantons de Piedicroce et Valle d’Alisgiani.
- 1975 - L'île est à nouveau divisée en deux départements, la Haute-Corse et la Corse-du-Sud.

## Politique et administration

### Liste des maires
| Période                                  | Période  | Identité                    | Étiquette | Qualité                                                                                        |
| ---------------------------------------- | -------- | --------------------------- | --------- | ---------------------------------------------------------------------------------------------- |
| 1919                                     | 1945     | Louis Ucciani               | DVD       |                                                                                                |
| 1945                                     | 1948     | Ciprien (Ciprianu) Raffalli | DVG       |                                                                                                |
| 1949                                     | 1983     | Joseph Raffalli             | DVG       |                                                                                                |
| 1983                                     | 2010     | Luc-Antoine Marsily         | DVD       | Conseiller général du canton d'Orezza-Alesani (2001-2015) et vice-président du conseil général |
| 2010                                     | 2020     | Jean-Paul Martinetti        | DVG       | Cadre                                                                                          |
| 2020                                     | En cours | Toussaint Filippini         | DVG       |                                                                                                |
| Les données manquantes sont à compléter. |          |                             |           |                                                                                                |

## Économie
Sa richesse en pierre de construction lui permet d'accueillir sur son territoire une importante carrière de pierre.

## Population et société

### Démographie
L'évolution du nombre d'habitants est connue à travers les recensements de la population effectués dans la commune depuis 1800. Pour les communes de moins de 10 000 habitants, une enquête de recensement portant sur toute la population est réalisée tous les cinq ans, les populations de référence des années intermédiaires étant quant à elles estimées par interpolation ou extrapolation. Pour la commune, le premier recensement exhaustif entrant dans le cadre du nouveau dispositif a été réalisé en 2008.

En 2022, la commune comptait 37 habitants, en évolution de +2,78 % par rapport à 2016 (Haute-Corse : +5,15 %, France hors Mayotte : +2,11 %).
| 1800 | 1806 | 1821 | 1831 | 1836 | 1841 | 1846 | 1851 | 1856 |
| ---- | ---- | ---- | ---- | ---- | ---- | ---- | ---- | ---- |
| 262  | 395  | 288  | 316  | 327  | 314  | 318  | 330  | 328  |

| 1861 | 1866 | 1872 | 1876 | 1881 | 1886 | 1891 | 1896 | 1901 |
| ---- | ---- | ---- | ---- | ---- | ---- | ---- | ---- | ---- |
| 340  | 353  | 346  | 333  | 360  | 357  | 375  | 301  | 330  |

| 1906 | 1911 | 1921 | 1926 | 1931 | 1936 | 1946 | 1954 | 1962 |
| ---- | ---- | ---- | ---- | ---- | ---- | ---- | ---- | ---- |
| 307  | 310  | 210  | 268  | 292  | 287  | 155  | 108  | 68   |

| 1968 | 1975 | 1982 | 1990 | 1999 | 2006 | 2008 | 2013 | 2018 |
| ---- | ---- | ---- | ---- | ---- | ---- | ---- | ---- | ---- |
| 58   | 55   | 43   | 39   | 25   | 33   | 35   | 35   | 38   |

| 2022 | - | - | - | - | - | - | - | - |
| ---- | - | - | - | - | - | - | - | - |
| 37   | - | - | - | - | - | - | - | - |

Comme toutes les communes corses de l'intérieur, Pie-d'Orezza connait un processus de désertification qui semble néanmoins se ralentir notablement depuis une décennie.

## Culture locale et patrimoine

### Lieux et monuments
Pie-d'Orezza, dont le saint patron est saint Antoine, possède trois églises sur son territoire :

#### Église paroissialeSaint-Antoine de Padoue
L'église paroissiale Saint-Antoine, dans le cœur du village. L'édifice est repris à l'inventaire général du patrimoine culturel ;

#### Chapelle Santa-Maria-Assunta
La chapelle romane Santa Maria Assunta, petit bijou du XIe siècle, ancien lieu de pèlerinage, est rénovée depuis les années 1990. La chapelle est classée Monument historique. Le petit édifice n'a pas de clocher, mais quatre poutres soutiennent une paire de cloches dont le son aigrelet s’étend dans tout le pays bas. Elle est à côté du cimetière.

#### Chapelle de l'Annonciation
Elle se trouve au hameau de Campodonico. la chapelle est mentionnée dans la relation de visite apostolique effectuée en 1587 par Monseigneur Mascardi qui en souligne le dénuement et le mauvais état. La chapelle est reprise à l'inventaire général du patrimoine culturel ;

#### Chapelle de l'Assomption
Proche du village, c'est un édifice moyenâgeux qui forme l'une des annexes de l'église piévane Saint-Pierre et Saint-Paul d'Orezza, comme le note Monseigneur Mascardi dans sa relation de visite apostolique du diocèse d'Aléria effectuée en 1587. La chapelle a été restaurée. Elle est reprise à l'inventaire général du patrimoine culturel.

#### Ancienne église paroissiale Saint-Nicolas
Il existe également, sur le chemin menant de Pied'Orezza à Campodonico, les ruines d'une église romane dédiée à saint Nicolas. Cet édifice était l'église commune des habitants de Pied'Orezza et de Campodonico. Elle dépendait de la Pievanie de Piedicroce. Elle est reprise à l'inventaire général du patrimoine culturel.

#### Autres patrimoines
Sur le territoire de la commune, se trouvent les ruines d'un baptistère du Ve siècle dédié à saint Léonard.
Le village possède plusieurs maisons-tours dont deux sont du XIIe siècle.
Non loin, et au-dessus du hameau de Campodonico, se trouvent les ruines d'un fortin appelé U castellucciu. Ce fortin fut édifié par Vincentello d'Istria au XVe siècle, lorsque ce dernier était vice-roi de Corse. Plusieurs fois détruit, ce fort fut reconstruit pour la dernière fois, au XVIe siècle, par Alphonse d'Ornano, après la mort de son père Sampiero Corso, et alors qu'il était en guerre contre Gênes.
Deux ponts génois du XVIe siècle sont toujours utilisés par les habitants pour traverser le Fium'Alto, l'un sur le chemin menant à Piedipartino, au lieu-dit u pilone, l'autre en aval, sur le chemin menant à Piedicroce, au lieu-dit Zaravilla.

### Patrimoine naturel

#### Parc naturel régional
Pie-d'Orezza est une commune adhérente au parc naturel régional de Corse, dans son « territoire de vie » appelé Castagniccia.

#### ZNIEFF
La commune est concernée par trois zones naturelles d'intérêt écologique, faunistique et floristique de 2e génération :
Hêtraies du massif du San Petrone
La forêt de San Pietro d'Accia est divisée en deux massifs, l'un au nord, concernant Pie-d'Orezza, qui s'étend du col de Prato (985 mètres) jusqu'au sommet du San Petrone (1 767 mètres), point culminant de la Castagniccia, et l'autre au sud qui comprend les crêtes et les versants boisés entre le Monte Calleruccio (1 484 mètres) et la Punta di Caldane (1 724 mètres). Cette forêt communale, soumise au régime forestier, est exploitée localement pour le bois de chauffage.
La zone fait l'objet de la fiche ZNIEFF 940004200 - Hêtraies du massif du San Petrone, 2e génération.
Châtaigneraies de la petite Castagniccia
La ZNIEFF 940004146 d'une superficie de 10 559 ha, s’étend du nord au sud, du col de Pirello jusqu’au rocher de Muteri, sur une zone dite « petite Castagniccia » qui couvre 43 communes. La végétation est dominée par les châtaigneraies le plus souvent présentes sous forme de vergers ou de taillis.
Landes et pelouses sommitales du massif du San Petrone
D'une superficie de base de 1 381 ha, la zone concerne 19 communes de la Castagniccia. Elle est composée de trois unités distinctes, distribuées sur les crêtes du massif de San Petrone.
L'intérêt qu'elle présente porte sur deux espèces déterminantes d'oiseaux : l'Aigle royal (Aquila chrysaetos (Linnaeus, 1758)) et l'Alouette lulu (Lullula arborea (Linnaeus, 1758).

### Personnalités liées à la commune
- Bienheureux "Nicolao di Pied'Orezza", frère lai capucin, mort en odeur de sainteté le 07/06/1832 au couvent de Vescovato. Béatifié, il est honoré le 7 juin.
- Luciano de Campodonico, capitaine, neveu de Piero de Piedipartino, lui-même capitaine et ami intime de Sampiero Corso et de son fils Alphonse d'Ornano.
- Jean-Baptiste Cristofini, né le 27/07/1809 à Pied'Orezza (hameau de Campodonico), décédé le 28/07/1879 à Bellevue-Meudon (S&O). Chef de Bataillon, officier de la Légion d'honneur, inventeur de la "Tente abri" militaire, communément appelée "Marabout".
- Jean-Pierre Marsily, commissaire divisionnaire, officier de l'Ordre national du Mérite, ayant servi à la direction de la Police judiciaire de 1966 à 2000.
- Luc-Antoine Marsily, maire de 1983 à 2010, vice-président du conseil général de Haute-Corse.
- Giovan Filippo Paoli, né le 15/12/1820 à Pied'Orezza, décédé à Bastia, chef de bataillon, chevalier de la Légion d'honneur.
- Paolo Francesco Paoli, né le 21/02/1747 à Pied'Orezza, capitaine à la 11e Demi Brigade légère. A perdu l'œil droit à la bataille du Moulinet (Italie 1793), a fait la campagne d'Amérique (1781/82), la campagne d'Italie, prisonnier des Autrichiens le 24/07/1793. Retiré dans ses foyers en 1799, il fera construire une maison en 1802.
- Louis Raffalli, né le 19/10/1875 à Pied'Orezza. Docteur en médecine, chevalier de la Légion d'honneur. Chef de service à l’hôpital de Seillans (Var). Maire de Seillans à partir de 1928.